# Wohn- und Geschäftshaus Bahnhofstraße 34

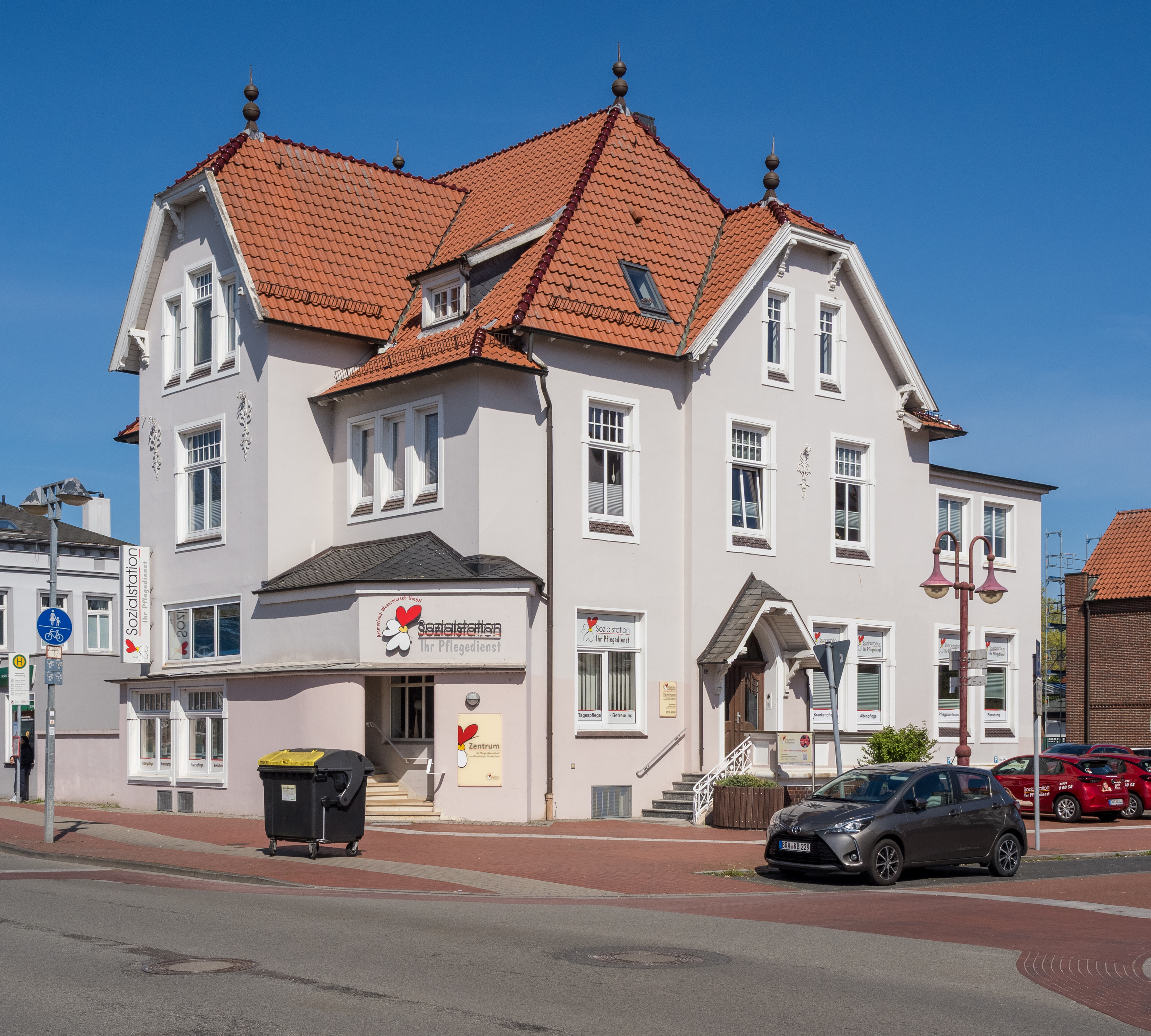
Sozialstation Bahnhofstr. 34

Das Wohn- und Geschäftshaus Bahnhofstraße 34, Ecke Poststraße, im niedersächsischen Nordenham im Landkreis Wesermarsch, stammt vom Anfang des 20. Jahrhunderts.

Aktuell (2023) wird es als Wohnhaus und als Sozialstation genutzt.
Das Gebäude steht unter Denkmalschutz (siehe auch Liste der Baudenkmale in Nordenham).

## Beschreibung und Geschichte
Das zweigeschossige traufständige verputzte villenartige Eckgebäude im Stil der Gründerzeit mit Walm- und Krüppelwalmdach, Anbauten, dem vorderen dreigeschossigen Giebelrisalit und zur Poststraße dem zweigeschossigen Giebelrisalit mit Eingang sowie vier Giebelspießen stammt von 1904. Es wurde für den Krankenhaus-Mitbegründer Dr. August Georg Friedrich Ludwig Buba gebaut. Längere Zeit war hier eine Arztpraxis. 1952 und 1954 erfolgte ein Umbau im EG für eine Apotheke und 1962 für eine Praxis im OG. 2006 wurde das Haus saniert und erneut für eine Sozialstation umgebaut.
Das Landesdenkmalamt befand zur Bedeutung: „geschichtlich, städtebaulich“.